# Centre intégré d'évaluation du terrorisme
Le Centre intégré d'évaluation du terrorisme (CIET) (en anglais : Integrated Terrorism Assessment Centre (ITAC)) est une agence fédérale du gouvernement du Canada chargée de la coordination entre différentes agences travaillant dans le contre-terrorisme, la sécurité et le renseignement.
Le CIET, anciennement connu sous le nom de Centre intégré d'évaluation des menaces, est inauguré le 15 octobre 2004 lors de la mise en action de la politique « Protéger une société ouverte : la politique canadienne de sécurité nationale ».